# 소울식
소울식(Soulseek)은 P2P 파일 공유 네트워크이자 응용 프로그램이다. 소울식이라는 용어는 2개의 네트워크들 중 하나, 또는 3개의 공식 사용자 클라이언트 인터페이스들 중 하나를 의미한다. 소울식은 음악 교환에 주로 사용되지만 사용자들은 다양한 파일을 공유할 수 있다. 소울식의 개발자는 Nir Arbel이며 제파트 출신의 이스라엘 프로그래머이다.
2개의 독립 네트워크들이 2006년부터 소울식을 구성하고 있으며 이 둘은 동시 관리된다.
SoulseekQt 클라이언트 인터페이스에만 신규 개발이 이루어지고 있다. 클라이언트 157(윈도우 전용)의 작업은 2008년 중단되었다. SoulseekQt는 157 클라이언트 인터페이스에 비해 다소 다른 기능을 제공한다.